# Бенфейта
Бенфейта (порт. Benfeita; МФА: [bɐ̃j.ˈfɐj.tɐ]) — парафія в Португалії, у муніципалітеті Арганіл. Розташована в західній частині країни, на теренах історичної португальської провінції Бейра. Входить до складу округу Коїмбра. За адміністративним поділом, чинним до 1976 року, терени парафії були складовою провінції Берегова Бейра. Належить до Коїмбрської діоцезії Католицької церкви. Патрон — свята Сецілія. Площа — 21,7695 км². Населення — 394 ос. (2011). Слабо урбанізований регіон. Густота населення — 18,1 осіб/км²
. Код — 060104.

## Населення
| Кількість мешканців | Кількість мешканців | Кількість мешканців | Кількість мешканців | Кількість мешканців | Кількість мешканців | Кількість мешканців | Кількість мешканців | Кількість мешканців | Кількість мешканців | Кількість мешканців | Кількість мешканців | Кількість мешканців | Кількість мешканців | Кількість мешканців |
| ------------------- | ------------------- | ------------------- | ------------------- | ------------------- | ------------------- | ------------------- | ------------------- | ------------------- | ------------------- | ------------------- | ------------------- | ------------------- | ------------------- | ------------------- |
| 1864                | 1878                | 1890                | 1900                | 1911                | 1920                | 1930                | 1940                | 1950                | 1960                | 1970                | 1981                | 1991                | 2001                | 2011                |
| 1 521               | 1 614               | 1 706               | 1 682               | 1 987               | 1 653               | 1 367               | 1 814               | 1 585               | 1 409               | 1 019               | 844                 | 666                 | 503                 | 394                 |